# Beilschmiedia rivularis
Beilschmiedia rivularis är en lagerväxtart som beskrevs av André Joseph Guillaume Henri Kostermans. Beilschmiedia rivularis ingår i släktet Beilschmiedia och familjen lagerväxter. Inga underarter finns listade i Catalogue of Life.